# Europapokal der Landesmeister (Handball) 1962/63
Dieser Artikel beschreibt den Wettbewerb Europapokal der Landesmeister in der Saison 1962/1963. Titelverteidiger war Frisch Auf Göppingen.

## 1. Runde
|                       | Ergebnis    |                         |
| --------------------- | ----------- | ----------------------- |
| THW Kiel              | 19:11       | WKS Śląsk Wrocław       |
| Atlético Madrid       | 13:60       | Benfica Lissabon        |
| ROC Flémalle          | 17:11       | HBC Dudelange           |
| Spartacus SE Budapest | 25:14       | Wiener AT Atzgersdorf   |
| Operatie 55 Den Haag  | 07:12       | Grasshopper Club Zürich |
| IK Skovbakken Århus   | 28:27 n. V. | Fram Reykjavík          |

## Achtelfinale
|                         | Ergebnis |                       |
| ----------------------- | -------- | --------------------- |
| Frisch Auf Göppingen    | 40:14    | ROC Flémalle          |
| Dukla Prag              | 18:12    | THW Kiel              |
| SC DHfK Leipzig         | 25:17    | Burewestnik Tiflis    |
| Arsenal Helsinki        | 20:27    | IK Heim               |
| Fredensborg SBK Oslo    | 09:10    | IK Skovbakken Århus   |
| Dinamo Bukarest         | 24:11    | Spartacus SE Budapest |
| Grasshopper Club Zürich | 15:26    | GRK Zagreb            |
| Paris Université Club   | 11:18    | Atlético Madrid       |

## Viertelfinale
|                      | Gesamt |                     | Hinspiel | Rückspiel |
| -------------------- | ------ | ------------------- | -------- | --------- |
| Frisch Auf Göppingen | 28:22  | Atlético Madrid     | 19:10    | 09:12     |
| SC DHfK Leipzig      | 25:30  | Dukla Prag          | 14:90    | 11:21     |
| IK Heim              | 33:38  | IK Skovbakken Århus | 19:17    | 14:21     |
| Dinamo Bukarest      | 31:16  | GRK Zagreb          | 22:80    | 09:80     |

## Halbfinale
|                      | Gesamt |                 | Hinspiel | Rückspiel |
| -------------------- | ------ | --------------- | -------- | --------- |
| Frisch Auf Göppingen | 21:33  | Dukla Prag      | 7:9      | 14:24     |
| IK Skovbakken Århus  | 22:28  | Dinamo Bukarest | 12:14    | 10:14     |

## Finale
Das Finale fand am 6. April 1963 in Paris statt.
|            | Ergebnis    |                 |
| ---------- | ----------- | --------------- |
| Dukla Prag | 15:13 n. V. | Dinamo Bukarest |